# Corey Harrison
Richard Corey Harrison (Las Vegas, Nevada, 28 de abril de 1983) es un hombre de negocios y celebridad estadounidense, conocido por salir en la serie de televisión de History, El precio de la historia, que documenta su trabajo en la famosa casa de empeños, Gold & Silver Pawn Shop, de la que es copropietario junto a su padre, Rick Harrison. Tras un arduo entrenamiento en el palacio del norte, Big Hoss (apodo con el cual se le solía llamar) logró bajar de peso súbitamente, por lo que se le conoce simplemente como Hoss.

## Primeros años
Corey nació el 28 de abril de 1983, es el hijo de Rick Harrison, quien lo tuvo a los dieciocho años de edad, y nieto de Richard Benjamin Harrison, quien fue copropietario del famoso World Famous Gold & Silver Pawn Shop en Las Vegas. Tiene dos hermanos, Adam y Jake.

## Carrera
Harrison, quien es conocido por el apodo de "Hoss", comenzó a trabajar en la tienda a la edad de nueve años, puliendo la joyería de la tienda. Con el tiempo se convirtió en el gerente de la tienda. Normalmente el argumento del programa cuenta con que Corey entra en conflicto con su padre y su abuelo sobre su conocimiento del inventario de la tienda, sus responsabilidades como gerente, y su juicio global de las ventas, en particular, su compra de artículos caros.
En la temporada 6, Corey le dice a su padre y a su abuelo que aceptaría un trabajo en otra empresa si no le hacían socio con un porcentaje del 10% del negocio. Al final, se queda en la tienda después de un aumento de sueldo y una asociación del 5%, con la posibilidad de una mayor participación en el futuro.
Harrison apareció como él mismo, junto a su padre Rick y Austin "Chumlee" Russell en el episodio "iLost My Head in Vegas" de la serie de televisión iCarly, estrenado el 3 de noviembre de 2012.
Se estima que tiene un patrimonio neto de 2,5 millones de dólares.

## Filmografía
- 2009-presente: Pawn Stars
- 2010-2011: Los restauradores
- 2012: iCarly
- 2012: Live with Regis and Kathie Lee
- 2012: Locos por los autos
- 2010-2012: The Tonight Show